# Blai Mallarach
Blai Mallarach Güell (Olot, 21 de agosto de 1987) é um jogador de polo aquático espanhol.

## Carreira
Mallarach disputou duas edições de Jogos Olímpicos pela Espanha: 2012 e 2016. Seu melhor resultado foi o sexto lugar nos Jogos de Londres.